# Колонина, Марина Сергеевна
Марина Сергеевна Колонина (Наумова; 3 февраля 1970) — советская и российская спортсменка по современному пятиборью. Заслуженный мастер спорта России (1999). Чемпионка мира и Европы (1999) в командном первенстве. Чемпионка России (2002) в команде. Дважды выигрывала Кубок СССР (1990) лично и в эстафете. Двукратный обладатель Кубка России (2004) лично и в командном первенстве. Член сборной команды Советского Союза 1986—1991 годы и сборной России по современному пятиборью 1998—2004 годы.
Первая чемпионка СССР среди юниоров в личном первенстве (1988).
Марина Колонина — единственная пятиборка, которая выиграла Кубок СССР (1990) и Кубок России (2004) в личном первенстве.

## Биография
Выступала за «Спартак» (Москва, профсоюзы), «Динамо» (Москва). В современное пятиборье пришла из плавания в 1985 году. Тренироваться начала на ОУСЦ «Планерная» под руководством бригады тренеров: Заслуженный мастер спорта СССР В. А. Минеев (олимпийский чемпион 1964 года), мастер спорта СССР А. М. Карташов (Заслуженный тренер России 2000 г.), мастер спорта СССР С. И. Миронов.
В период с 1992—1997 годы в соревнованиях по пятиборью не участвовала, занималась воспитанием сына.
В 1997 году возобновила занятия пятиборьем под руководством А. Хапланова. Выступала за «Динамо» (Москва).
Выступая на чемпионате мира в 2000 году, получила тяжёлую травму ноги (разрыв ахиллова сухожилия). Восстановившись после травмы в 2002 году, приступила к тренировкам. После чемпионата мира 2004 года завершила спортивную карьеру.
По окончании спортивной карьеры работала тренером, в том числе возглавляла юниорскую женскую сборную России (2013—2016). Старший тренер женской команды России с 2016 по 2018 год.

## Спортивные достижения
- 1986 год.

Игр доброй воли Москва — 11 место в личном первенстве.
Чемпионат СССР (Москва) — 3 место в личном первенстве.
- 1987 год.

Победитель зимнего первенства Москвы среди женщин (Москва) в личном зачете.
I Чемпионат ВС ВДФСО «Профсоюзы» среди женщин — 11 место в личном зачете.
- 1988 год.

Победитель I Первенства СССР среди девушек (юниоры) (Киев) в личном первенстве.
- 1989 год.

Серебряный призёр Чемпионата ВС ВДФСО «Профсоюзы» среди женщин (Львов) в личном первенстве.
XIV Международные соревнования на приз Гостелерадио Белорусской ССР (Минск) — 2 место в командных соревнованиях (сборная Москвы: Болдина Е., Чернецкая Т., Наумова М.).
Чемпионат мира (Вена): 5 место в личном первенстве и 13 место в командном зачете в составе команды СССР (Т. Чернецкая, Ж. Горленко, М. Наумова).
- 1990 год.

Кубок СССР (Москва): 1 место в личном первенстве, 1 место в эстафете (Е. Болдина, Т. Литвинова, Колонина М.), 2 место в командном первенстве.
Чемпионат СССР (Таллин) 3 место в командном первенстве.
- 1992 год.

Международные соревнования «Super Lady» (Москва) 2 место лично.
- 1998 год.

Чемпионат Европы (1998) 3 место в командном зачете.
- 1999 год.

Чемпионат мира (Будапешт, Венгрия) 1 место в командном первенстве и 4 место в личном зачете.
Чемпионат Европы (Тампере, Финляндия) 1 место в командном первенстве и 5 место в личном зачете.
Чемпионат России (Москва) 1 место в команде и 2 место в личном зачете.
- 2002 год.

Чемпионат России (Москва) 1 место в команде.
Чемпионат мира (Сан-Франциско, США) 3 место в командном первенстве и 3 место в эстафете.
- 2003 год.

Чемпионат России (Москва) 2 место в личном первенстве.
Чемпионат мира (Пезаро, Италия) 2 место в команде и 2 место эстафете.
- 2004 год.

Чемпионат России (Москва) 3 место в команде.
Кубок России (Москва) 1 место в личном первенстве и 1 место в командном зачете в составе команды Москвы (М. Колонина, Е. Гречишникова, П. Стручкова).
Чемпионат мира (Москва) 3 место в команде.

## Кубок Мира. Результаты
- 10.08.1998 ТЕПЛИЦЕ (Чехия).

Финал. Женщины. 1. Кейт Элленби (Великобритания) — 4863. 2. Фабиана Фарез (Италия) — 4833. 3. Анна Сулима (Польша) — 4801. 6. Елизавета Суворова (Россия) — 4663. 10. Марина Колонина (Россия) — 4605.
- 28.04.2003 СЕКЕШФЕХЕРВАР (Венгрия). 2-й этап Кубка мира.

Личный зачет. 1. Сцилла — 5392 (стрельба — 832, фехтование — 1028, плавание — 1288, верховая езда — 1172, бег — 1072). 2. Ворош (обе — Венгрия) — 5372 (1048, 944, 1248, 1200, 932). 3. Льюис (Великобритания) — 5344 (1132, 804, 1144, 1136, 1128). 8. КОЛОНИНА — 5184 (1024, 1028, 1080, 1100, 952).
Командный зачет. 1. Венгрия (Сцилла, Симока, Ворош) — 15 936. 2. Италия (Фогетти, Пэйретти, Корсини) — 15 380. 3. Венгрия-2 (Мэтью, Симока, Шахмари) — 14 944… 5. РОССИЯ (ВЕЛИЧКО, КОЛОНИНА, МУРАТОВА) — 14 192.
- 02.07.2003 МОСТ (Чехия). 4-й этап Кубка мира

1. Райснер (Германия) — 5568. 2. КОЛОНИНА (Россия) — 5524.3. Калиновская (Чехия) — 5504.
- 16.12.2003 АФИНЫ (Греция). Финал Кубка мира

1. Хэрлэнд (Великобритания) — 5384 (стрельба-988 + фехтование-804 + плавание-1288 + конкур-1172 + кросс-1132). 2. Терещук (Украина) — 5376 (1096+804+1228+ 1076+1172). 3. МУРАТОВА (Россия) — 5360 (1072+944+1184+1144+1016). 8. КОЛОНИНА — 5104 (1108+832+1116+1144+904)
- 22.03.2004 РИО-ДЕ-ЖАНЕЙРО. Этап Кубка мира

1. Хэрлэнд — 5544. 2. Кларк(обе — Великобритания) — 5492. 3. Маложич (Польша) — 5440. 28. КОЛОНИНА — 4808.

## Спортивные звания
- Мастер спорта СССР по современному пятиборью (1988).
- Мастер спорта СССР международного класса (1989).
- Заслуженный мастер спорта России (1999).

## Результаты
| Турнир/Год                                                 | 1986 | 1987 | 1988     | 1989     | 1990 | 1998     | 1999     | 2000 | 2001 | 2002     | 2003     | 2004     |
| ---------------------------------------------------------- | ---- | ---- | -------- | -------- | ---- | -------- | -------- | ---- | ---- | -------- | -------- | -------- |
| Чемпионат мира Личное первенство                           | -    | -    | -        | 5 место  | -    | 28 место | 4 место  | -    | -    | 8 место  | 9 место  | 14 место |
| Чемпионат мира Командное первенство                        | -    | -    | -        | 13 место | -    | 5 место  | 1        | -    | -    | 3        | 2        | 3        |
| Чемпионат мира Эстафета                                    | -    | -    | -        | -        | -    | -        | -        | -    | -    | 4 место  | 2        | -        |
| Чемпионат Европы Личное первенство                         | -    | -    | -        | -        | -    | -        | 5 место  | -    | -    | 33 место | 10 место | -        |
| Чемпионат Европы Командное первенство                      | -    | -    | -        | -        | -    | 3        | 1        | -    | -    | 7 место  | 5 место  | -        |
| Чемпионат Европы Эстафета                                  | -    | -    | -        | -        | -    | -        | 8 место  | -    | -    | -        | -        | -        |
| Чемпионаты СССР Личное первенство                          | 3    | 16   | -        | -        | -    | -        | -        | -    | -    | -        | -        | -        |
| Чемпионаты СССР Командное первенство                       | -    | -    | -        | -        | 3    | -        | -        | -    | -    | -        | -        | -        |
| Первенство СССР среди юниоров Личное первенство            | -    | -    | 1        | -        | -    | -        | -        | -    | -    | -        | -        | -        |
| Кубок СССР Личное первенство                               | -    | -    | 17 место | -        | 1    | -        | -        | -    | -    | -        | -        | -        |
| Кубок СССР Командное первенство                            | -    | -    | -        | -        | 2    | -        | -        | -    | -    | -        | -        | -        |
| Кубок СССР Эстафета                                        | -    | -    | -        | -        | 1    | -        | -        | -    | -    | -        | -        | -        |
| Чемпионат России Личное первенство                         | -    | -    | -        | -        | -    | 6 место  | 2        | -    | -    | 10 место | 3        | -        |
| Чемпионат России Командное первенство                      | -    | -    | -        | -        | -    | -        | 1        | -    | -    | 1        | -        | -        |
| Зимний Чемпионат России (в помещении) Личное первенство    | -    | -    | -        | -        | -    | -        | 2        | -    | -    | -        | -        | -        |
| Зимний Чемпионат России (в помещении) Командное первенство | -    | -    | -        | -        | -    | -        | 1        | -    | -    | -        | -        | 3        |
| Кубок России Личное первенство                             | -    | -    | -        | -        | -    | -        | -        | -    | -    | -        | -        | 1        |
| Кубок России Командное первенство                          | -    | -    | -        | -        | -    | -        | -        | -    | -    | -        | -        | 1        |
| Финал Кубок Мира Личное первенство                         | -    | -    | -        | -        | -    | 10 место | 29 место | -    | -    | 9 место  | 8 место  | -        |